# Nikolas Wallenda
Nikolas Wallenda (Sarasota, Florida, Estados Unidos; 24 de enero de 1979), también conocido como "Nik" Wallenda, es un acróbata y funambulista estadounidense, que ostenta seis récords Guinness.

## Trayectoria
Wallenda es miembro de la séptima generación de la familia de acróbatas Flying Wallendas. A la edad de cuatro años empezó a caminar por la cuerda floja. Sus antepasados han sido artistas de circo desde 1700, y han desafiado a la muerte en actos de equilibrio sin redes. Karl Wallenda hizo que la familia fuera famosa por la hazaña en la década de 1920. Es descendiente directo de Karl, quien lo considera su modelo a seguir y su “héroe más grande en la vida”. Consiguió cruzar las Cataratas del Niágara.
Varios miembros de la familia han perdido la vida durante el entrenamiento o la realización. En 1962, la compañía de la famosa pirámide de siete personas se derrumbó, matando a dos miembros de la familia e hiriendo gravemente a otro. En 1978, el abuelo de Wallenda, Karl, de 73 años de edad, murió al caer al vacío durante un cruce entre dos hoteles en San Juan, Puerto Rico.
En 2011, junto a su madre realizaron el mismo cruce en homenaje a su abuelo. Cada quien partió de un extremo y en el centro del cable la madre se sentó para que su hijo pasara sobre ella. En el último tramo trastabilló, pero alcanzó a mantener el equilibrio.

## Hazañas

### En las cataratas del Niágara

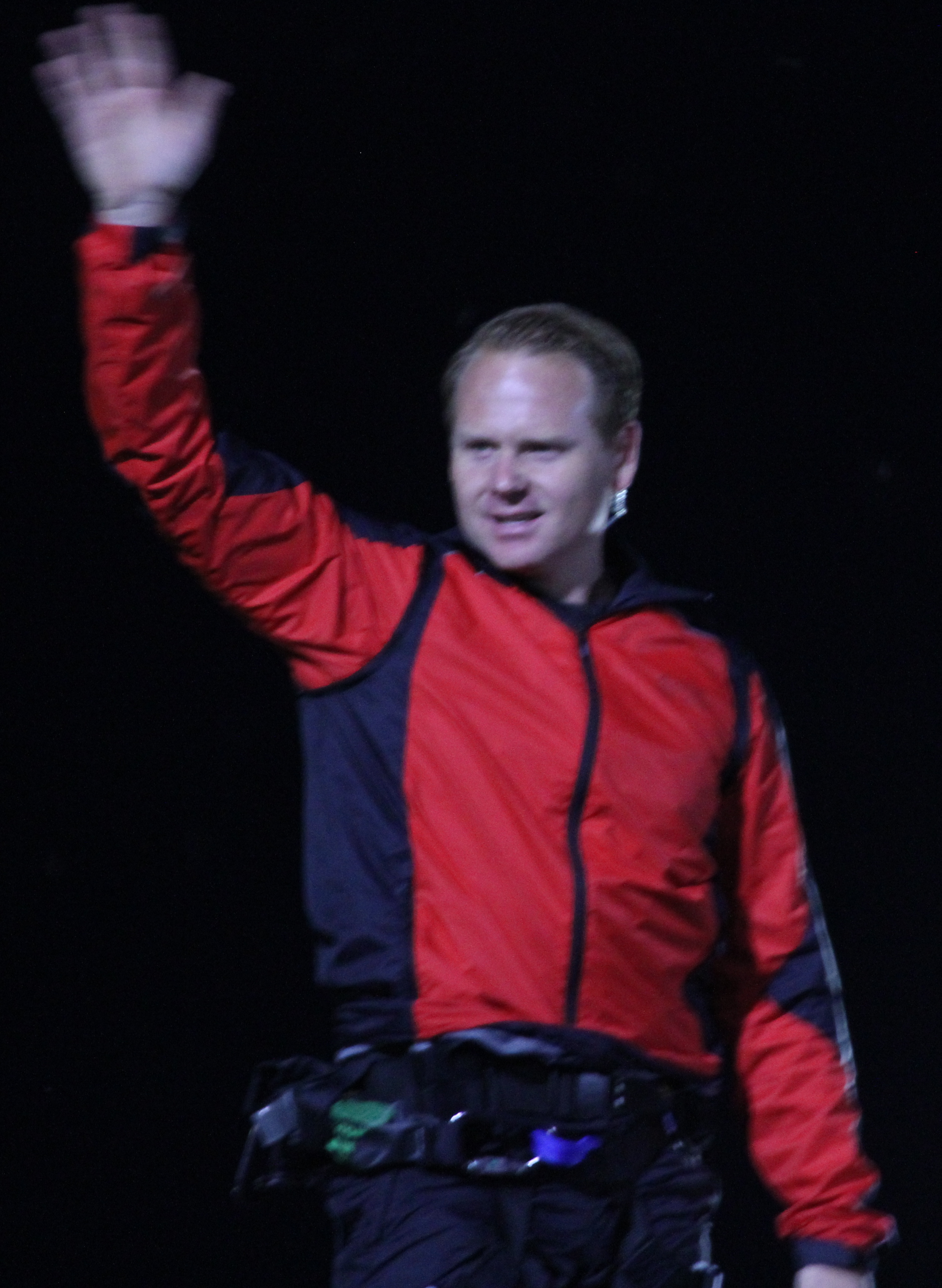
Nik Wallenda saluda a la multitud mientras se prepara para cruzar las cataratas del Niágara. 15 de junio de 2012.

El 15 de febrero de 2012, Wallenda recibió la aprobación oficial de la Comisión de Parques de Niágara (APN) para que pudiera realizar su sueño de cruzar las cataratas del Niágara en la cuerda floja, un sueño que tuvo desde que era niño. La aprobación se produjo después de dos años de presionar a los gobiernos tanto en los Estados Unidos como de Canadá.
El 15 de junio, Wallenda, realizó su proeza de cruzar las cataratas del Niágara, en un tiempo de 25 minutos, caminando sobre una cuerda extendida de 457 metros de longitud y de 5 centímetros de grosor, en el sector denominado cataratas Horseshoe, convirtiéndose en la primera persona en realizar dicha hazaña. Miles de personas tuvieron la posibilidad de observarlo mientras realizaba la caminata.

### En el Gran Cañón
El 23 de junio de 2013, Wallenda se convirtió en la primera persona en cruzar el Gran Cañón de Colorado sobre un cable. Tardó 22 minutos y 54 segundos, a una altitud de 1500 pies (457,2 m) y 0,25 millas (0,4 km), evitando caer al abismo sin ningún tipo de seguridad o arnés para resguardar su vida. Por esta proeza, logró un récord Guinness.
Al finalizar su hazaña intercambió obsequios con un representante de la nación navajo: recibió un collar amuleto y una hebilla de correa, Wallenda le dio una pieza a escala del Empire State Building, cuya altura desde el cable hasta el fondo era similar a la de este edificio. El cable sobre el Gran Cañón tenía una altura seis veces mayor que el cruce del año anterior. La cuerda de acero de 5 cm de grosor requirió un complejo sistema de amarres en ambos lados del cañón para fijarla.
Planeó la hazaña con cuatro años de anticipación. Durante el entrenamiento previo, en Florida, simuló condiciones adversas, entre ellas ráfagas de viento de hasta 80 km por hora. El evento fue transmitido en vivo por Discovery Channel.

### El cruce del río Chicago y la torre oeste de Marina City
El 2 de noviembre de 2014, realizó una proeza al cruzar río Chicago caminando entre un edificio y la torre oeste de Marina City, desde donde partió con los ojos vendados hacia el ala este de la construcción, lo cual fue una arriesgada caminata —ya que iba sin red de protección o arnés de seguridad, y estaba sostenido únicamente por un cable de alambre—. El peligroso acto de equilibrismo tuvo un retraso debido al viento y comenzó poco después de la puesta del sol, cuando los rascacielos ubicados en el río Chicago fueron iluminados.
Realizó su hazaña en dos partes: primero, cruzó el río Chicago caminando entre un edificio y la torre oeste de Marina City. Posteriormente partió con los ojos vendados desde la misma edificación hacia el ala este de la construcción. En ambos casos era guiado por la voz de su padre, Terry Troffer. 
Se pidió a los residentes de los edificios del complejo Marina City que no utilicen señalizadores láser, flashes de cámaras ni drones que pudieran interferir en el acto. Al igual que en el Gran Cañón, el evento fue transmitido en vivo por Discovery Channel.

### El cruce del lago de lava del volcán Masaya

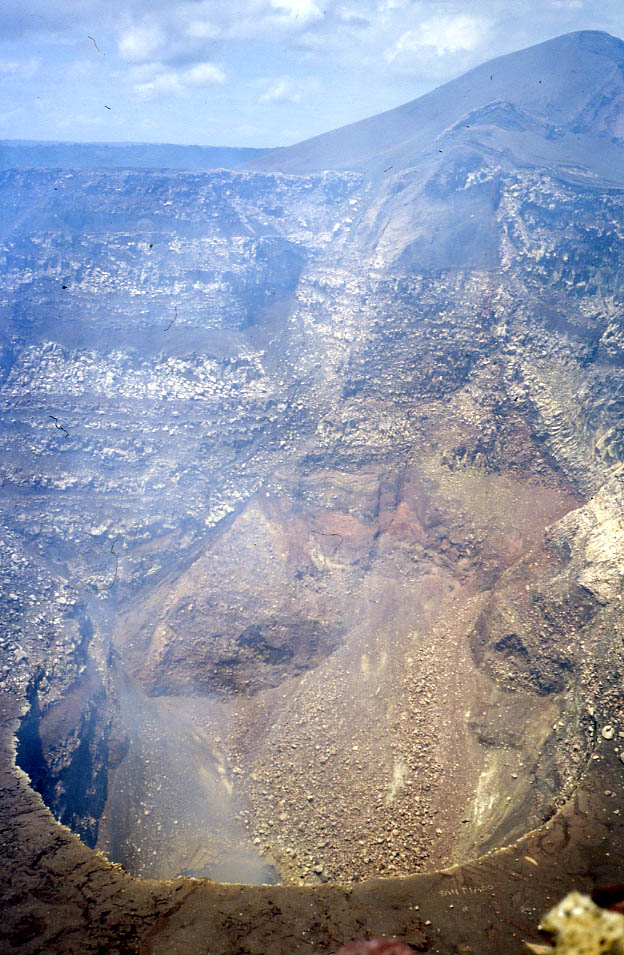
Cráter Santiago en el volcán Masaya, Nicaragua.

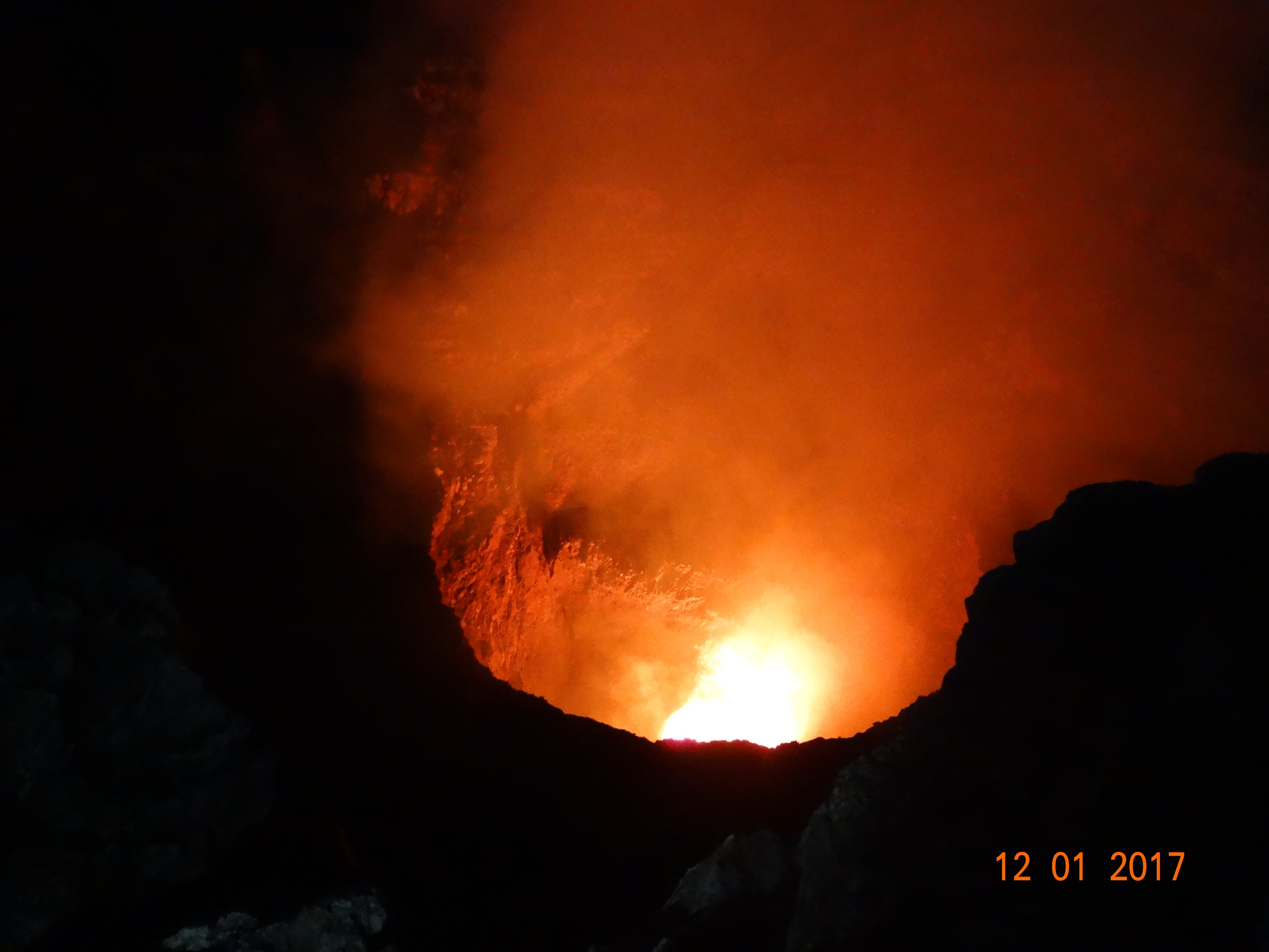
Vista nocturna del lago de lava del volcán Masaya.

El 4 de marzo de 2020, en poco más de 30 minutos. cruzó sobre un cable el Lago de lava, del cráter Santiago en el volcán Masaya de Nicaragua, en la caminata que considerada como la más peligrosa de su carrera.